# Lar (nom etrusc)
Lar o Lars (grec: Λάρας o Λάρος) era un nom etrusc que van portar entre altres Porsenna i Tolumni i que després dels etruscs, va passar als romans, com indica un Lar Hermini que va ser cònsol l'any 448 aC.
La paraula s'especula que podria voler dir "senyor" o "heroi" en etrusc.